# ホリー・コール
ホリー・コール（Holly Cole、1963年11月25日 - ）は、カナダの女性歌手。

## 経歴
ホリー・コールは、ノバスコシア州ハリファックス生まれ。家族は全員がピアノを演奏する音楽一家。ホリーの兄が高校を卒業するとバークリー音楽院にジャズの勉強のため入学。ホリーは16歳の時に兄を頼ってボストンに行き、初めて生のジャズと出会う。1987年、デビュー間近の時に自動車事故で顎の骨を砕き一時音楽家への道を閉ざされるが、1989年の11月に『Christmas Blues』を発表。

## ディスコグラフィ

### スタジオ・アルバム
- 『ガール・トーク』 - Girl Talk (1990年、Alert) ※ホリー・コール・トリオ名義
- 『コーリング・ユー』 - Blame it On My Youth (1991年、Capitol) ※ホリー・コール・トリオ名義
- 『ドント・スモーク・イン・ベッド』 - Don't Smoke in Bed (1993年、Capitol) ※ホリー・コール・トリオ名義
- 『テンプテーション』 - Temptation (1995年、Capitol)
- 『ダーク・ディア・ハート』 - Dark Dear Heart (1997年、Alert)
- 『私のいる時間』 - Romantically Helpless (2000年、Alert)
- 『聖夜の物語』 - Baby,It's Cold Outside (2001年、Alert)
- 『シェイド』 - Shade (2003年、Alert)
- 『シャレード』 - Holly (2007年、Alert)
- 『夜』 - Night (2012年、Universal Music Canada/Tradition & Moderne)
- 『ホリー』 - Holly (2017年、Tradition & Moderne)

### ライブ・アルバム
- 『ある夜の出来事』 - It Happened One Night (1996年、Metro Blue)
- Steal The Night: Live At The Glenn Gould Studio (2012年) ※ライブCD/DVD

### EP
- Christmas Blues (1989年、Alert)

### コンピレーション・アルバム
- Treasure (1998年、Alert)
- 『私の時間：ベスト・オブ・ホリー・コール』 - The Best of Holly Cole (2001年、Blue Note)
- The Holly Cole Collection Volume 1 (2005年、Magada)